# Juli Minoves Triquell

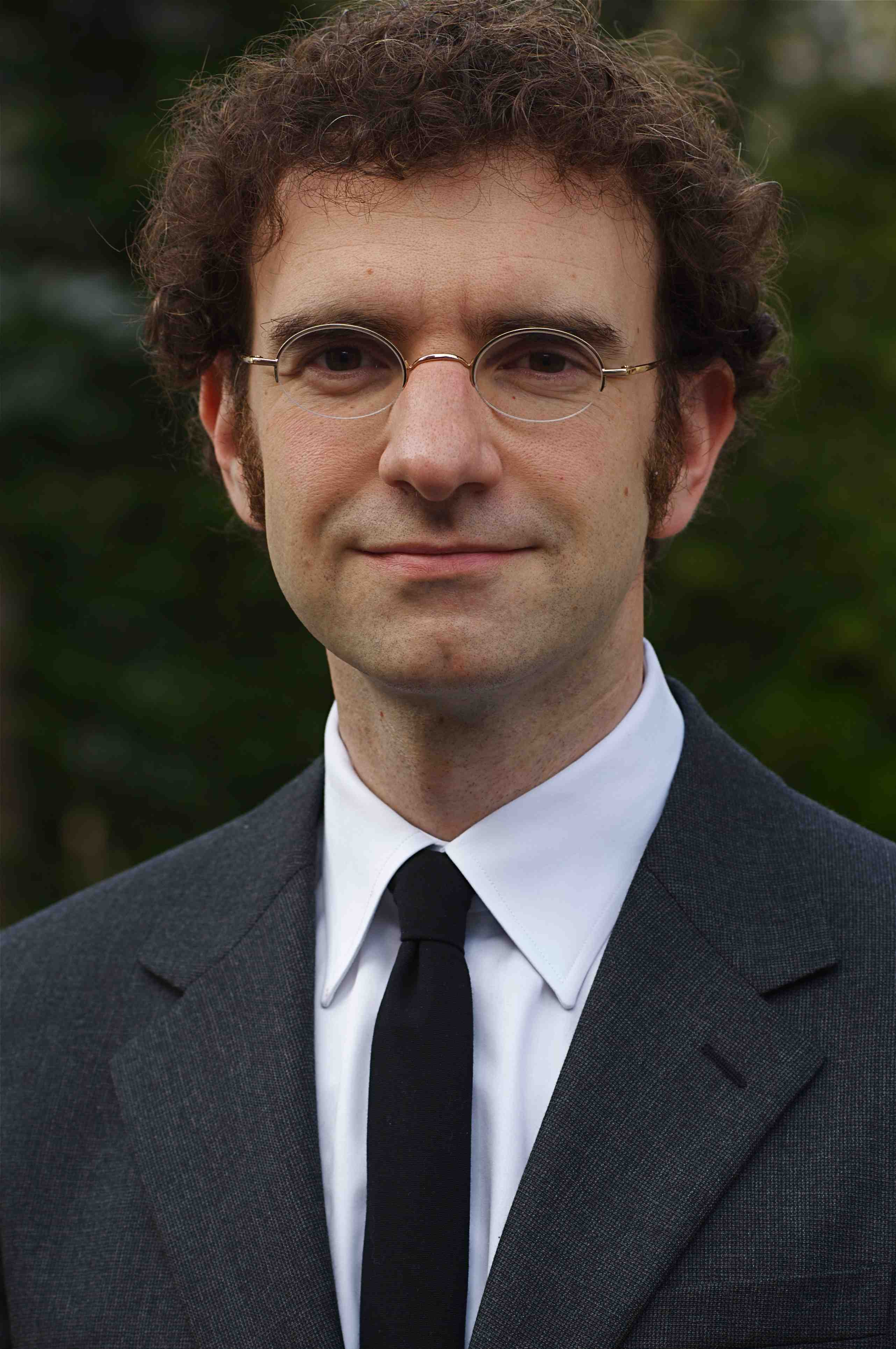
Juli Minoves Triquell (2008)

Juli Minoves i Triquell (* 15. August 1969 in Andorra la Vella) ist ein andorranischer Diplomat und Autor.

## Leben
Minoves studierte Wirtschaftswissenschaften (Universität Fribourg) und Politikwissenschaften (Yale University).
Vom 12. April 2001 bis 7. Mai 2007 war Minoves Außenminister Andorras. Danach wurde er zum Minister für Öffentlichkeitsarbeit (Regierungssprecher), Kultur und Hochschulbildung ernannt. Von Dezember 2007 bis Mai 2009 war er Minister für öffentliche Angelegenheiten, wirtschaftliche Entwicklung, Tourismus, Kultur und Universitäten.
Vor seinen Ministerämtern diente Minoves Andorra als ständiger Botschafter für die Vereinten Nationen, Botschafter für die Vereinigten Staaten von Amerika, für Kanada, das Vereinigte Königreich, Spanien, die Schweiz, Finnland und die Welthandelsorganisation.
Minoves war Vizepräsident und Mitglied des Büros (zweimal gewählt) der Liberalen Internationale. Von April 2014 bis November 2018 war er deren Präsident.
Er promovierte 2011 in Politikwissenschaften an der Universität Yale.
Seit Herbst 2012 lehrt er als „Assistant Professor of Political Science“ an der Universität La Verne, Kalifornien.

## Veröffentlichungen
Er ist Autor von mehreren belletristischen Werken, darunter „Segles de Memòria“, einer 1989 mit dem Fiter-i-Rossell-Preis ausgezeichneten Novelle.